# SixthSense
| |  |                                                     |
| Стів Манн носить камеру + проектор купол в 1998 році, коли він використовував як одного вузла з Telepointer |  | Pranav Mistry носить подібний пристрій в 2012 році. |

SixthSense це інтерфейс розпізнавання жестів, пристрій у вигляді кулона, що носиться на шиї, містить проєктор даних і камеру. 
Версія для носіння на голові була розроблена в MIT Media Lab в 1997 році. В ній поєднані камера та система освітлення для інтерактивного фотографування, також вона містить систему розпізнавання жестів (наприклад: стежить за рухами пальців за допомогою кольорової стрічки на них).

## Конструкція

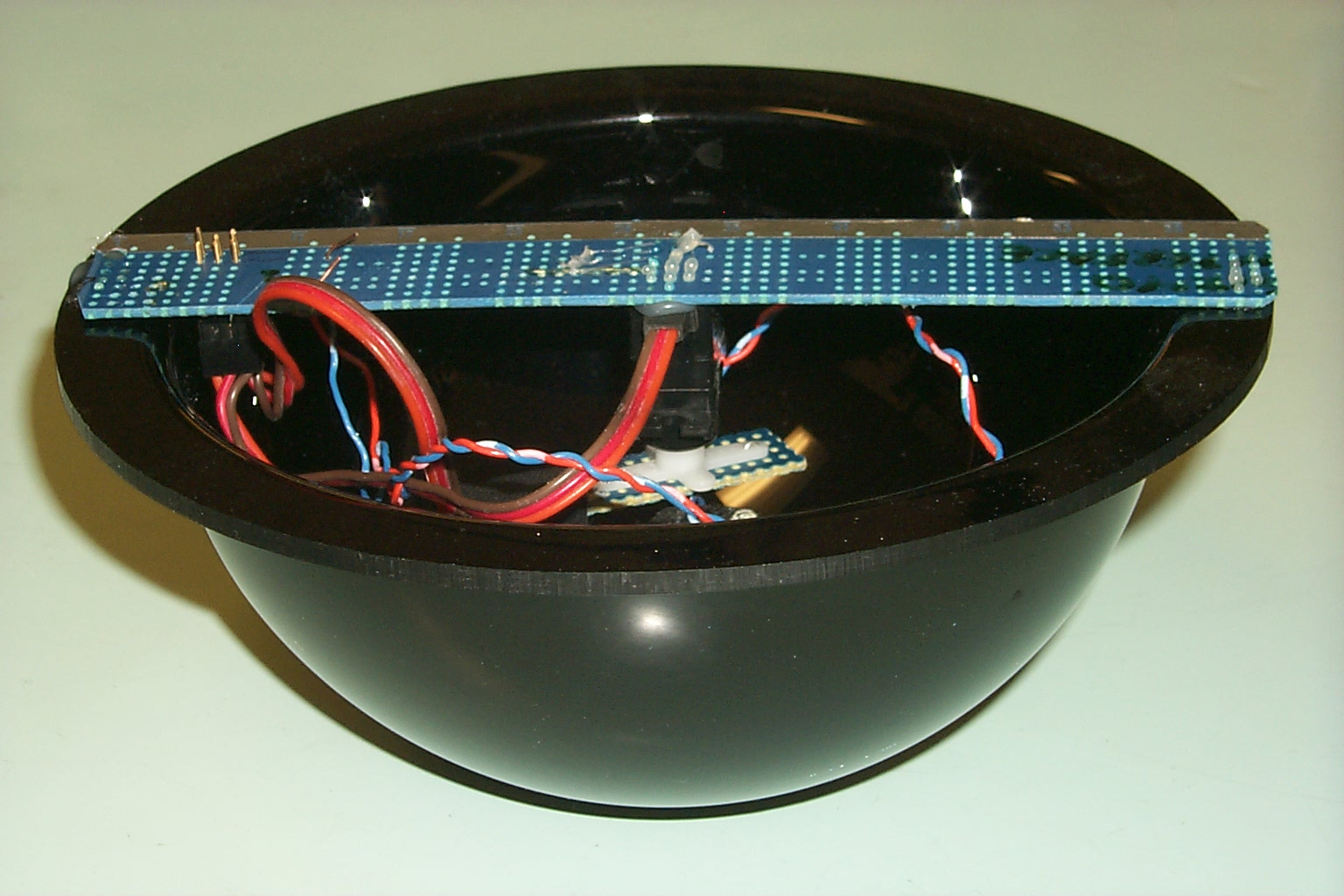
Винахід називається «aremac»

Технологія SixthSense містить кишеньковий проєктор, дзеркало і камеру, що міститься в переносному пристрої: для носіння на голові, кишенькового формату або кулоноподібному. І проєктор і камера підключені до мобільного обчислювального пристрою в кишені користувача. Проєктор проектує візуальну інформацію, що дозволяє використовувати поверхні, стіни і фізичні об'єкти навколо нас як інтерфейс; в той час як камера розпізнає і відстежує жести рук користувачів і фізичні об'єкти, використовуючи методи основані на комп'ютерних технологіях. Програма обробляє дані відеопотоку, захоплені камерою і відстежує місце розташування кольорових маркерів на кінчиках пальців користувача. Рухи і дії цих маркерів інтерпретуються в жести, які діють як інструкції для взаємодії з інтерфейсами спроєктованих додатків. SixthSense підтримує мультитач і взаємодію декількох користувачів.
Стів Манн описав як апарат SixthSense надає можливість портативному компʼютеру розпізнавати жести. Якщо користувач надягає на свої пальці кольорові стрічки кольору відмінного від фонового, програмне забезпечення може відстежувати положення пальців.

## Приклад програм
Під час конференції TED 2009 професор Патті Мейс,  показала відео, яке демонструвало ряд додатків системи SixthSense. Ці програми включають в себе:
- Чотири кольорові курсори, що управляються чотирма пальцями, з маркерами різних кольорів на них, в режимі реального часу. Проектор відображає відео зворотного зв'язку з користувачем на вертикальній стіні.
- Проектор відображає на стіні карту, і користувач контролює її за допомогою жестів масштабування і панорамування.
- Користувач може зробити жест-рамку, даючи камері команду зняття знімку. Мається на увазі, що фотографія буде автоматично обрізатися, щоб видалити руки користувача.
- Система може проектувати множину фотографій на стіні, і користувач може сортувати, змінювати розміри і організовувати їх за допомогою жестів. Ця програма називається Reality Window Manager (RWM) в реалізації Sixth Sense Стівена Манна.
- Цифрова клавіатура проектується на долоні користувача, і користувач може набрати номер телефону, торкаючись долоні пальцем. Було заявлено, що система здатна до контакту з вказаним місцем розташування долоні, і що камера і проектор можуть пристосуватися для поверхонь, що не є горизонтальними.
- Користувач може підібрати продукт в супермаркеті (наприклад, пакет паперових рушників), і система відобразить відповідну інформацію (наприклад, кількість використаного відбілювача) на самому продукті.
- Система може розпізнавати будь-яку книгу яку взяв користувач і відображати Amazon рейтинг на обкладинці книги.
- Коли користувач відкриває книгу, система може відображати додаткову інформацію, таку як коментарі читача.
- Система здатна розпізнавати окремі сторінки книги і відображати анотації друзів користувача. Також була запропонована система, що буде в змозі впоратися зі своїми функціями на похилій поверхні.
- Система здатна розпізнавати газетні статті та проектувати найновіші відео новин в порожній області газеті.
- Система здатна розпізнавати людей за їх зовнішністю і проектувати інформацію, повʼязану з людиною, отриману з Інтернету на тілі людини.
- Система здатна розпізнавати посадковий талон і відображати інформацію, пов'язану, наприклад, із затримкою рейсу та зміною часу.
- Користувач може намалювати коло на своєму зап'ясті, і система буде проектувати годинник на ньому.

Професор Мейс не давала живу демонстрацію технології. В ході бесіди, вона неодноразово підкреслювала, що технологія SixthSense була у стадії розробки, проте вона ніколи не уточнювала, чи демовідео показували реальні працюючі прототипи, чи просто вигадані приклади, що ілюструють концепцію.

## Переваги
- Портативність

Однією з головних переваг пристроїв SixthSense є їх невеликий розмір і портативність. Їх можна легко носити з собою без будь-яких складнощів. Прототип SixthSense розроблений таким чином, що він є більш мобільним. Всі пристрої мають малу вагу і смартфон підтримки можна легко розмістити в кишені користувача. Мультитач і взаємодія декількох користувачів є ще однією доданою особливістю. Мультитач дозволяє користувачу взаємодіяти з системою за допомогою більше ніж одного пальця одночасно. Sixth Sense пристрої також охоплюють взаємодію з декількома користувачами. Це зазвичай корисно для великих сценаріїв взаємодії, таких як інтерактивні стільниці та стіни.
- Рентабельність

Витрати, понесені на виробництво прототипу Sixth Sense є досить низькими. Він був зроблений із частин, зібраних із поширених пристроїв. І середньостатистичний пристрій Sixth Sense коштує приблизно $300. Пристрої Sixth Sense не було випущено у великих масштабах з комерційних цілей. Після того, як це відбудеться можна припустити що пристрій буде коштувати набагато менше, ніж поточна ціна.
- Доступ до даних в режимі реального часу: За допомогою пристрою SixthSense користувач може легко отримати доступ до даних з будь-якого пристрою в реальному часі. Доступ до даних через розпізнавання жестів набагато простіший і більш дружній до користувача у порівнянні з текстом користувацького інтерфейсу або графічний користувацький інтерфейс, який вимагає клавіатури або миші.
- Програмне забезпечення з відкритим кодом

Програмне забезпечення, яке використовується для інтерпретації та аналізу даних у пристроях буде зроблено з відкритим вихідним кодом, за словами винахідника. Це дозволить іншим розробникам внести свій внесок у розвиток системи.